# Oliver Klaus
Oliver Klaus (sinh ngày 4 tháng 5 năm 1990) là một cầu thủ bóng đá người Thụy Sĩ thi đấu cho FC Balzers.